# Pentaphragma spatulisepalum
Pentaphragma spatulisepalum är en tvåhjärtbladig växtart som beskrevs av Airy Shaw. Pentaphragma spatulisepalum ingår i släktet Pentaphragma och familjen Pentaphragmataceae. Inga underarter finns listade i Catalogue of Life.